# Książ Mały-Kolonia
Książ Mały-Kolonia est une localité polonaise de la gmina de Książ Wielki, située dans le powiat de Miechów en voïvodie de Petite-Pologne.